# Polybothris quadricollis
Polybothris quadricollis es una especie de escarabajo del género Polybothris, familia Buprestidae. Fue descrita científicamente por Laporte & Gory en 1836.
Esta especie mide 43 mm.

## Distribución geográfica
Habita en Madagascar.